# Colobanthus subulatus
Colobanthus subulatus là loài thực vật có hoa thuộc họ Cẩm chướng. Loài này được (d'Urv.) Hook.f. mô tả khoa học đầu tiên năm 1844.